# Boesenbergia albomaculata
Boesenbergia albomaculata är en enhjärtbladig växtart som beskrevs av Shao Quan Tong. Boesenbergia albomaculata ingår i släktet Boesenbergia och familjen Zingiberaceae. Inga underarter finns listade i Catalogue of Life.